# Khutba
Khutba é um termo que designa no islão o sermão que é proferido na oração do meio-dia na sexta-feira, nas duas festas canónicas islâmicas (os eids) ou em outras alturas especiais. 
A sexta-feira é o dia da semana mais importante para os muçulmanos. Embora não exista no islão o conceito de "dia santo" tal como existe no judaísmo (shabat) e no cristianismo, a sexta-feira é o que mais se aproxima desta ideia, sendo o dia do descanso nos países islâmicos. Nesse dia os crentes reúnem-se na mesquita para a oração do meio-dia conduzida pelo imã. Para além do cumprimento da obrigação religiosa, o momento funciona como forma de encontro entre a comunidade. 
A oração é antecedida do sermão, que é tradicionalmente dito a partir do mimbar, um púlpito situado à direita do mirabe. A pessoa que profere a khubta é denominada khatib, e pode ou não ser o imã. Deve ser do sexo masculino, esperando-se dele um elevado grau de conhecimento da religião e um comportamento correcto. A sua cabeça e ombros encontra-se geralmente coberta por um tecido branco. 
A khutba divide-se em duas partes. O khatib começa por louvar deus, os profetas do islão e Muhammad (Maomé), o último profeta. Na primeira parte, o khatib apresenta a sua mensagem, que tematicamente se pode referir à vida em família, a exaltação de determinadas virtudes ou a acontecimentos da história dos primeiros tempos da comunidade islâmica e que deve ser apoiada em citações do Alcorão e nas tradições do profeta (hádice), concluída por um apelo para que a comunidade faça uma súplica (du’aa) e peça perdão. Na segunda parte pode ser retomado o tema anterior, terminando com um momento de reflexão.